# Teatrul „Sică Alexandrescu” din Brașov
Teatrul „Sică Alexandrescu” din Brașov este o instituție publică teatrală din orașul Brașov, înființată în 1946, sub numele de Teatrul Poporului. Instituția poartă numele regizorului Sică Alexandrescu și se află în subordinea Primăriei Brașov.

## Istoric
Inaugurarea Teatrului Poporului a avut loc la data de 3 decembrie 1946 cu piesa Slugă la doi stăpâni, de Carlo Goldoni.. În 1949 instituția este numită Teatrul de Stat, iar din 1967 este numit Teatrul Dramatic, la inițiativa regizorului Sică Alexandrescu, director al teatrului la acea vreme. Din 1994 teatrul a primit numele regizorului Sică Alexandrescu.
Începând cu anul 1978 la teatrul din Brașov se desfășoară Festivalul de Dramaturgie Contemporană, care în anul 2015 și-a desfășurat cea de a XXVI-a ediție.

## Repertoriu
Printre piesele aflate în actualul repertoriu al teatrului brașovean sunt Jocul dragostei și al întâmplării de Marivaux, Privește înapoi cu mânie de John Osborne, Jack și femeile lui și Un cuplu ciudat de Neil Simon, Fanteziile sexuale ale soțului meu aproape că m-au înnebunit de John Tobias sau Copilul problemă de George F. Walker.